# Arachnospila dschingis
Arachnospila dschingis (лат.) — вид дорожных ос рода Arachnospila (Pompilidae). Монголия и Россия.

## Описание
Среднего размера красно-чёрная дорожная оса. Длина около 1 см. Самец этого вида похож на самца Arachnospila (Ammosphex) belokobylskii имеющего гипопигий с хорошо развитым продольным срединным килем и короткими прямыми волосками, но чётко отличается от него наличием гоностилей (вид вентрально), расширенных преапикально и заострённых апикально (гоностили не расширены преапикально и волоски не заострены апикально у A. belokobylskii). Самка этого вида сходна с самками других видов, у которых отношение ширины глаза к полуширине лобной части 0,8 и менее, но отличается длиной вершинного членика жгутика усика почти 3 × его ширины (2 × у Arachnospila (Ammosphex) orientausa), проподеумом с ~20 длинными прямыми волосками (~50 длинных прямых волосков у A. (A.) rasnitsyni), блестящим передним ободком наличника, который отчётливо отделён от остальной части наличника, и длиной первого членика жгутика 4,4—4,7 × его ширины (3,4—4,3 × у других самок).

## Распространение и экология
Этот вид встречается в Монголии и России (Бурятия, Иркутская область, Тыва, Хакассия). Населяет степи.